# Glenea humeralis
Glenea humeralis là một loài bọ cánh cứng trong họ Cerambycidae.